# Cormontreuil
Cormontreuil é uma comuna francesa na região administrativa de Grande Leste, no departamento de Marne. Estende-se por uma área de 4,62 km². Em 2010 a comuna tinha 6 580 habitantes (densidade: 1 424,2 hab./km²).